# Mirjam Melchers
Maria Wilhelmina Johanna "Mirjam" Melchers-Van Poppel (nascida em 26 de setembro de 1975) é uma ex-ciclista holandesa que representou os Países Baixos nos Jogos Olímpicos de Verão de 2000, 2004 e 2008.